# 大嶋光昭
大嶋 光昭（おおしま みつあき）は、電子技術者。手振れ補正技術などの発明・開発者として知られる。パナソニック株式会社理事、本社R&D部門技監、工学博士。京都大学特命教授、大阪大学非常勤講師、京都工芸繊維大学客員教授、高知工科大学客員教授。紫綬褒章受章者、恩賜発明賞受賞者。

## 人物・経歴
- 1974年 松下電器産業株式会社（現・パナソニックホールディングス株式会社）入社。
- 1980年 振動ジャイロ（振動型の機械式ジャイロスコープ）は、Barnabyらにより発明され、航空機の慣性航法に利用する目的で1950年前後に盛んに研究されたが、安定性などに十分な性能を確保できないことから実用化には至らなかった。そこでセラミック材料に目を付けた氏は、1980年にジャイロスコープの性能改善に着手した。独自に作成した物理モデルをもとにしたシミュレーションを通じてノイズや不安定性の発生原因を初めて学術的に解明した。この解析結果に基づき、音叉型にすることにより振動モードを単一化し、モニター振動子を設けフィードバッグ制御を行うことで、外部振動などの外乱を受けてもノイズや誤信号を発生しない振動ジャイロを開発し、1988年には世界初の量産化を実現し、振動ジャイロ（角速度センサー）の新規事業の立ち上げに成功した。同年、これを搭載することにより世界初の手振れ補正を内蔵したカメラであるPV-460を製品化。また、1990年代にカーナビゲーション用としても広く使用された。この技術は振動ジャイロの主流方式になり、パナソニック社のジャイロセンサー事業は、2000年代の最盛期には世界トップシェア、年産300億円を達成した。
- 1983年 振動ジャイロを用いた手振れ補正方法(昭和58年出願、特許第1589189号)を発明。この方式は海外も含めて多数の特許が出願され、光学補正(USP4623930)、センサーシフト方式(USP5294991)、レンズユニットスイング方式の各手振れ補正方式およびCCD撮像素子を用いて電子的に手振れを補正する電子補正方式の基本特許を取得し、フィルムカメラを含むカメラの大手製造会社等に特許ライセンスされた。この発明技術は現在もビデオカメラ、フィルムカメラ、コンパクトデジカメ、一眼カメラ、スマートフォン、ドローンの手振れ補正の主流技術として現在でも広く使用されている。技術史から見ると、19世紀に登場したカメラは素人には撮影が難しかった。そこで、20世紀後半に3大自動化技術が発明され順次、製品に実装された。まず1951年にDurst（Agfa社）により自動露出、次に1973年にStaufer（Honeywell社）により自動焦点、1983年に氏により手振れ補正の基本特許が発明され、1988年に世界初の手振れ補正を搭載したカメラであるPV-460が氏らにより製品化された。4年後の1992年には他の会社からも製品化された。この自動化技術により素人でも失敗のない写真やビデオが撮影できるようになり、カメラの一般消費者への普及が進んだ。現在、手振れ補正はデジカメやスマートフォンに搭載されており、世界で10億人以上の人に使われ、今日の新しい映像撮影文化の形成に貢献している。また、ドローンは絶えず機体を傾けることにより姿勢制御するため激しく揺れ通常のカメラ撮影ができない。このため、撮影用カメラを搭載するほとんどの機種に手振れ補正技術の中のジンバル方式が実装されている。近年、高解像度の撮像素子と高性能の手振れ補正を搭載したドローンが様々な点検、例えば老朽化した橋、建物や下水道などのインフラの安全点検や、各所の監視に使われ社会の安心安全に貢献している。これらの手振れ補正の基本特許の発明、その世界初の事業化、他社への特許ライセンス・ノウハウ提供による手振れ補正技術の普及、手振れ補正の世界初の実現とその普及による映像文化の進展と、安心安全面での社会への貢献、等の功績により2003年恩賜発明賞、2004年紫綬褒章、2007年大河内記念生産賞を受賞
- 1990年 CPUの動作するクロック周波数を上げると消費電力や発熱が増加するが、高速処理が不要な時間帯があることに着目。回路を高速クロック部と低速クロック部に分離し、 高速処理しない時間帯に高速クロック部を停止もしくは低速化させることにより大幅に消費電力と発熱を削減する2相クロック制御型省電力技術の基本技術を発明。CPUやDSPの省電力の主流方式となり、2000年代に米国の大手半導体会社に特許ライセンスされた。
- 1991年 アナログ通信の最盛期に、次世代のデジタル通信として通信量を理論限界値まで高める高速データ通信の研究に着手し、階層型伝送方式の基本技術を発明。200件の基本特許群を国内外で権利化した。この技術は、通信路を複数の階層に分割し、各階層の電波強度、位相、符号化率、OFDMのキャリア間隔、などの通信パラメーターをリアルタイムで最適値に制御もしくは設定することによりデジタル通信・放送の実質的な通信速度を大幅に向上させたものである。本技術は、高解像度映像の高速データ伝送に適していることから1990年代に日本（ISDB-T）米国（ATSC）欧州（DVB-T）の高解像度のデジタル放送規格の規格必須特許に認定され各社に特許ライセンスされた。また、キロビット/秒台の音声データを送る低速データ通信が主体であった携帯電話も、2000年代になるとメガビット/秒台の高解像度映像の高速データ通信が必要となったため、適応変調や超低遅延通信などを実現する技術として、3G、4G、5Gの携帯電話通信規格に採用され、特許ライセンスされた。さらに、Wi-Fi 規格等にも採用され、現在も主流方式として使用されている。階層伝送技術の基本特許の発明とその技術開発、他社への特許ライセンスによる階層伝送技術を用いた高速データ通信普及の功績により、全国発明表彰経済産業大臣発明賞を受賞。
- 1995年 光ディスクのBCA記録領域（バーストカッティングエリア）の基本技術を発明し量産化技術を開発。DVDやBlu-ray Discの光ディスク規格に採用。
- 1996年 3D（立体）デジタル映像信号の記録・伝送などを実現する基本技術を発明。この技術は3Dの光ディスク規格であるBlu-ray 3D規格などに採用。
- 1997年 BCAを用いた著作権保護技術を発明。CPRM規格などに採用。この発明により、コピー・ワンス、ダビング10等デジタルTV番組の光ディスクへのコピーが実現。
- 1999年 世界で初めて3D-DVD光ディスクおよび3D-DVDプレーヤーの試作機を開発。
- 2005年 本社R&D部門技監になる。
- 2006年 IEC国際電気標準会議の電子技術に大きく貢献した発明家・科学者(Techline)に選定される。
- 2006年 スマートフォンを用いて家電とクラウドをインターネットで接続し連携動作させるＩｏＴ（Ｉｎｔｅｒｎｅｔ ｏｆ Ｔｈｉｎｇs）技術を発明。2012年6月スマートフォンと連携したスマート家電シリーズ（電子レンジ：NE-R3500、炊飯器、エアコン、冷蔵庫、洗濯機、体重計、万歩計、血圧計）として製品化。第55回（2012年）日刊工業新聞十大新製品賞本賞を受賞。
- 2012年 Optical Camera Communication (OCC)技術もしくは光ID技術の基本技術を発明。撮像素子のRolling Shutter効果を利用することにより、従来のカメラ受信型可視光通信技術に比べて数千倍高速化した数十kbpsの可視光通信を実現。市販のスマートフォンのカメラ部で受信可能となった。2013年、Apple本社のハードウェア担当のSteve Hotelling氏（VP:役員）に光ID用のカメラ制御コマンドの公開を依頼し、翌年、iPhoneで光IDの制御コマンドが使用可能となり、iPhoneで光IDが受信可能となったことから、光ID（LinkRay）の新規事業を開始した。これと平行して、2014年からIEEE802委員会に参加し光IDの可視光通信技術の標準化活動を行い、IEEE802.15.07-2018として2018年に標準化された。
- 2014年 手振れ補正の米国登録基本特許群の有効期限が切れた翌年に、Apple社が初めて手振れ補正を搭載したiPhone6 Plusを発売。同特許のセンサーシフト方式手振れ補正も含めて、iPhone7以降に搭載された。追って各社のスマートフォンにも搭載された。その後、Brian Merchantの取材を米国で受け、2017年7月　iPhoneの開発ストーリー『The One Device The Secret History of The iPhone』の中でiPhoneの光学式手振れ補正の発明者、開発者として掲載された。

## エピソード
- パナソニック社内で大嶋塾という、若い技術者と共同で新しい技術コンセプトを生み出し、そのコンセプトを具現化し、新しい技術に育てる発明塾を開いている。
- 自動車の始動装置やアンチノックガソリンなど多くの発明で著名な発明家、GM社のチャールス・F・ケッタリングをロールモデル（生き方のモデル）とし、多分野型の発明家を目指している。

## 賞歴
- 2003年 - 恩賜発明賞（撮影画像の揺動防止技術の発明）
- 2004年 - 紫綬褒章
- 2007年 - 大河内記念生産賞
- 2008年 - 全国発明表彰経済産業大臣発明賞（階層型デジタル伝送技術の発明）
- 2008年 - 特許庁125周年記念平成の発明家10名に選定
- 2010年 - 大阪優秀発明大賞（セキュアな記録領域をもつ光ディスクと記録再生装置の発明）
- 2013年 - 市村産業賞 貢献賞
- 2020年 - 旭日小綬章 [1][2]

## その他の受賞歴
- 1987年 - 科学技術庁 第46回注目発明
- 1989年 - テレビジョン学会 技術振興賞 開発賞
- 1989年 - 米国 R&D100賞

## 著作
重要な論文
- Mitsuaki Oshima; Takayuki Hayashi; Soichiro Fujioka; Jiro Kajino; Koji Ikeda; Kenji Komoda (June 1989). “VHS Camcorder with Electronic image Stabilizer”. Digest of Technical Papers of International Conference on Consumer Electronics 1989, Rosemont USA Vol.8:  pp. 114-115.
- Mitsuaki Oshima; Takayuki Hayashi; Soichiro Fujioka; Jiro Kajino; Koji Ikeda; Kenji Komoda (November 1989). “VHS Camcorder with Electronic image Stabilizer”. IEEE Transaction on Consumer Electronics Vol.35:  pp.749-758.
- 大嶋光昭「民生用ビデオカメラの画振れ防止技術」『応用物理学会　光学』Vol.18、1989年11月、pp.616-617。
- Mitsuaki Oshima (December 1992). “Constellation-Code Division Multiplex for Digital HDTV”. Conference Record of IEEE Global Telecommunications Conference 1992, Orlando USA Vol.2:  pp.1086-1092.
- 大嶋光昭「信号点符号分割多重方式（C-CDM）の階層型デジタルHDTV放送への応用」『電子情報通信学会1993年春季大会講演論文集（名古屋大学）』Vol.1993No.Shunki Pt3、1993年3月、pp3.321。
- Mitsuaki Oshima (June 1993). “Hierarchical HDTV Broadcasting by Constellation-Code Division Multiplex”. Symposium Record of 18th International Television Symposium-Montreux Switzerland, Cable sessions:  pp.544-554.
- Mitsuaki Oshima; Takayuki Hayashi; Soichiro Fujioka; Jiro Kajino; Koji Ikeda; Kenji Komoda (June 1996). “VHS Camcorder with Electronic image Stabilizer”. Selected Papers on Precision Stabilization and Tracking Systems for Acquisition, Pointing, and Control Applications (Editor: Michael K. Masten, Larry A Stockum), SPIE(International Society for Optical Engineering) Milestone Series Vol. MS 123:  pp.424-432.
- 大嶋光昭、田中伸一、小西信一、楠本正治、田中誠嗣、清野正樹「DVDのROMディスクへの個別情報記録技術BCA（Burst Cutting Area）」『National Technical Report』Vol.43No.3、1997年6月、pp.70-77。
- Mitsuaki Oshima; Shinichi Tanaka; Shoji Kusumoto (November 2000). “Disc Unique ID Recording Method on ROM type DVD Disc, BCA (Burst Cutting Area)”. Technical Digest of Joint Conference MORIS / APDSC 2000 (Nagoya):  pp.176-177.
- Mitsuaki Oshima; Shinichi Tanaka; Shoji Kusumoto (2001). “Burst Cutting Area (BCA) Technology, A Recording Method for Disc Unique ID on ROM type DVD Disc”. Journal of Magnetics Society of Japan Vol.25 (No.3-2):  pp.441-444.
- 大嶋光昭、林孝行、三谷浩「手振れ補正の着想とその事業化」『16年度第3回研究会「起業工学一般」（東京）映像情報メディア学会技術報告』Vol.29No.7、2005年1月、pp.33-43。
- Mitsuaki Oshima; Takayuki Hayashi; Yosuke Yamane (September 2005). “Panasonic Calms Shaky Photos with Image-Stabilizing Methods”. Journal of the Electronics Industry Vol.52 (No.09):  pp.27.
- 大嶋光昭「映像情報機器の脆弱性改善のための要素技術に関する研究」『博士論文』2006年。
- 青山秀紀、山岡勝、坂田毅、大嶋光昭「スマートフォン・クラウド連携スマート家電による新しいユーザ価値提供」『信学技報』Vol.113No.248、2013年10月、CNR2013-20, pp.49-52。
- Hideki Aoyama; Mitsuaki Oshima (Jan. 2015). “Visible light communication using a conventional image sensor”. 12th Annual IEEE Consumer Communications and Networking Conference (CCNC):  pp. 103-108.
- Hideki Aoyama; Mitsuaki Oshima (June 2015). “Line scan sampling for visible light communication: theory and practice”. 2015 IEEE International Conference on Communications (ICC), London, U K:  pp.5060-5065.
- 大嶋光昭、青山秀紀、中西幸司、前田敏行「イメージセンサー受信型可視光通信技術の開発」『Panasonic Technical Journal』Vol. 61No.2、2015年11月、pp.40-45。
- 大嶋光昭「シリアルイノベーターとしての40年間の技術者人生」『通信ソサイエティ』第11巻第1号、一般社団法人 電子情報通信学会、2017年、52-60頁。
- 大嶋光昭、青山秀紀、中西幸司、前田敏行「IoT応用技術としてのカメラ受信型可視光通信技術の開発」『OPTRONICS  (2017）』No.8、2017年8月、pp.64-71。
- 大嶋光昭「表彰に励まされて　受賞人生のすすめ」『Panasonic Technical Journal』Vol.68No.1、2022年5月。
- M. Oshima; T. Hayashi; S. Matsui; M. Fukui; I. Shirakawa (Sep. 2023). “History of World's First Commercialization of Image Stabilizers for Handheld Cameras”. 2023 8th IEEE History of Electrotechnology Conference (HISTELCON), Florence, Italy:  pp. 56-58.

取材を受けた書籍・記事
- Brian Merchant, 『The One Device  The Secret History of The iPhone』 Little, Brown and Company, pp.123-137(June 2017) （iPhoneの開発ストーリー、iPhoneの手振れ補正であるセンサーシフト方式の発明者、開発者として記載）
- ブライアント・マーチャント 『THE ONE DEVICEザ・ワン・デバイス iPhoneという奇跡の“生態系"はいかに誕生したか』 ダイヤモンド社, pp. 170-172, 421,424　ISBN 978-4478104392　 (2019年7月)
- 垂井康夫、赤城三男：『世界を先駆ける日本のイノベーター―新規事業創出へ工学知を創造する８人―』pp. 77-119オーム社 ISBN 978-4-274-50429-7 (2013年１月)
- イリノイ大学　ジャック・ボジャック教授『シリアル・イノベーター：「非シリコンバレー型」イノベーションの流儀」』プレジデント社 ISBN 978-4-8334-2080-8（2014年3月）（シリアル・イノベーターとして紹介）
- 石川善樹　“3000億円の営業利益を生み出した男・大嶋光昭とは何者か” Hills Life 2018年5月6日号
- 堀切近史　“第1回：それはハワイでひらめいた（上）（下）”日経エレクトロニクス、2006年2月13日号、PP. 110-113
- 「日本のシリアル・イノベーター（3）前編、後編」 WorkSight　2014年8月4日号、8月11日号

単著
- 『「ひらめき力」の育て方』亜紀書房、2010年2月。ISBN 978-4-7505-0916-7。
- 「科学技術情報 : 利用者の立場から : "情報価値の付加"による戦略型研究企画へのアプローチ」『情報の科学と技術』第34巻第5号、一般社団法人 情報科学技術協会、1984年、230-242頁、doi:10.18919/dokumen.34.5_230、ISSN 0012-5180、NAID 110002731266。
- 「私の発明手法 (111：撮影動画の揺動防止技術)」『発明』第100巻第10号、発明協会、2003年10月、82-88頁、ISSN 0385-7115、NAID 40005963161。
- 「How to発明 階層型デジタル伝送技術の発明」『発明』第105巻第12号、発明協会、2008年12月、32-34頁、ISSN 0385-7115、NAID 40016366137。
- 「講演 アイデアを技術に、技術を商品に--手振れ補正技術の着想から事業化まで」『バリューエンジニアリング』第258号、日本バリュー・エンジニアリング協会、2010年5月、4-13頁、ISSN 0285-2268、NAID 40017121156。
- 大嶋, 光昭「シリアルイノベーターとしての40年間の技術者人生」『通信ソサイエティ』第11巻第1号、一般社団法人 電子情報通信学会、2017年、52-60頁、doi:10.1587/bplus.11.52、NAID 130006904171。

共著
- 石川善樹ほか『考え続ける力』筑摩書房、2020年5月、109-128頁。ISBN 978-4-480-07316-7。

- 田中, 伸一、大嶋, 光昭「DVDのROMディスクへの追記情報記録技術 : BCA (Burst Cutting Area)」『映情学技報』第21巻、一般社団法人 映像情報メディア学会、1997年、33-38頁、doi:10.11485/itetr.21.57.0_33、ISSN 1342-6893、NAID 110003690847。

- 大嶋, 光昭、中田, 喜文「月例研究会 技術研究開発者のモチベーション[含 質疑応答]」『国際産研』第26号、関西国際産業関係研究所、2007年5月、78-88頁、ISSN 1343-6465、NAID 40015600005。

## 関連資料
- 「可視光通信技術『光ID』 大嶋光昭 パナソニックAVCネットワークス社イノベーションセンター スーパーバイザー」『週刊ダイヤモンド』第104巻33 (4643)、東京 : ダイヤモンド社、100-101頁。